# Swin Cash
Swintayla Marie Cash, detta Swin (McKeesport, 22 settembre 1979), è un'ex cestista statunitense, professionista nella WNBA.
Dal 2022 è membro del Naismith Memorial Basketball Hall of Fame.

## Carriera
È stata selezionata dalle Detroit Shock al primo giro del Draft WNBA 2002 (2ª scelta assoluta).
Con gli Stati Uniti ha disputato due edizioni dei Giochi olimpici (Atene 2004, Londra 2012), i Campionati mondiali del 2010 e i Campionati americani del 2007.

## Palmarès
- Naismith Memorial Basketball Hall of Fame (2022)
- 2 volte campionessa NCAA (2000, 2002)
- NCAA Basketball Tournament Most Outstanding Player (2002)
- 3 volte campionessa WNBA (2003, 2006, 2010)
- 2 volte All-WNBA Second Team (2003, 2004)
- WNBA All-Defensive Second Team (2011)
- NWBL Rookie of the Year (2003)
- Vincitrice NBA Shooting Stars Competition: 4 (2007, 2013, 2014, 2015)